# چیتا دی کاستلو
چیتا دی کاستلو (به ایتالیایی: Città di Castello) یک کومونه در ایتالیا است که در استان پروجا واقع شده‌است.

## خصوصیات
چیتا دی کاستلو ۳۸۷٫۵۳ کیلومترمربع مساحت و ۴۰٬۴۷۹ نفر جمعیت دارد و ۲۸۸ متر بالاتر از سطح دریا واقع شده‌است.

## تاریخچه
این شهر توسط قبایل باستان آمبری تأسیس شد.

## ساکنین معروف
- پلینی جوان
- سلستین دوم
- مونیکا بلوچی
- آلبرتو بوری

## خواهرخوانده
شهرهای سیگیشوآرا، ژوئه لتور، جیبلینا و Höör Municipality خواهرخوانده‌های چیتا دی کاستلو هستند.